# Scottish League Cup 2006/07
Der Scottish League Cup wurde 2006/07 zum 61. Mal ausgespielt. Der schottische Ligapokal, der offiziell als CIS Insurance League Cup ausgetragen wurde, begann am 8. August 2006 und endete mit dem Finale am 18. März 2007. Am Wettbewerb nahmen die Vereine der Scottish Football League und Scottish Premier League teil. Wurde ein Duell nach 90 Minuten plus Verlängerung nicht entschieden, kam es zum Elfmeterschießen. Den Titel konnte Hibernian Edinburgh im Finale gegen den FC Kilmarnock gewinnen.

## 1. Runde
Ausgetragen wurden die Begegnungen am 8. und 9. August 2006.
|                    | Ergebnis  |                       |
| ------------------ | --------- | --------------------- |
| Albion Rovers      | 1:2       | FC Stenhousemuir      |
| Brechin City       | 2:1       | Greenock Morton       |
| FC Cowdenbeath     | 4:1       | FC East Stirlingshire |
| FC Dumbarton       | 3:0       | Stirling Albion       |
| FC Dundee          | 1:3       | Partick Thistle       |
| Forfar Athletic    | 1:2 n. V. | Alloa Athletic        |
| Queen of the South | 4:2       | FC Clyde              |
| FC Queen’s Park    | 2:1 n. V. | Hamilton Academical   |
| Raith Rovers       | 1:2       | Airdrie United        |
| Ross County        | 4:2       | FC Montrose           |
| FC St. Johnstone   | 3:1       | FC East Fife          |
| FC Arbroath        | 0:1       | Elgin City            |
| Ayr United         | 2:0       | Berwick Rangers       |
| FC Montrose        | 1:3 n. V. | FC Peterhead          |

## 2. Runde
Ausgetragen wurden die Begegnungen am 22. und 23. August 2006.
|                     | Ergebnis              |                      |
| ------------------- | --------------------- | -------------------- |
| Alloa Athletic      | 2:1                   | Ross County          |
| Ayr United          | ?:? n. V. (6:7 i. E.) | Dunfermline Athletic |
| Brechin City        | 0:3                   | FC Livingston        |
| FC Cowdenbeath      | 0:5                   | FC Falkirk           |
| Dundee United       | 1:0 n. V.             | Airdrie United       |
| Hibernian Edinburgh | 4:0                   | FC Peterhead         |
| FC Motherwell       | 3:2                   | Partick Thistle      |
| Queen of the South  | 1:2 n. V.             | FC Kilmarnock        |
| FC Queen’s Park     | ?:? n. V. (5:3 i. E.) | FC Aberdeen          |
| FC St. Johnstone    | 4:0 n. V.             | Elgin City           |
| FC St. Mirren       | 3:1                   | FC Stenhousemuir     |
| Inverness CT        | 3:1                   | FC Dumbarton         |

## 3. Runde
Ausgetragen wurden die Begegnungen am 19. und 20. September 2006.
|                      | Ergebnis  |                     |
| -------------------- | --------- | ------------------- |
| Celtic Glasgow       | 2:0       | FC St. Mirren       |
| Inverness CT         | 0:1       | FC Falkirk          |
| FC Kilmarnock        | 2:1 n. V. | FC Livingston       |
| FC St. Johnstone     | 3:0       | Dundee United       |
| Alloa Athletic       | 0:4       | Heart of Midlothian |
| Dunfermline Athletic | 0:2       | Glasgow Rangers     |
| Hibernian Edinburgh  | 6:0       | FC Gretna           |
| FC Queen’s Park      | 0:3       | FC Motherwell       |

## Viertelfinale
Ausgetragen wurden die Begegnungen am 7. und 8. November 2006.
|                     | Ergebnis              |                     |
| ------------------- | --------------------- | ------------------- |
| FC Kilmarnock       | 3:2                   | FC Motherwell       |
| Celtic Glasgow      | ?:? n. V. (4:5 i. E.) | FC Falkirk          |
| Hibernian Edinburgh | 1:0                   | Heart of Midlothian |
| Glasgow Rangers     | 0:2                   | FC St. Johnstone    |

## Halbfinale
Ausgetragen wurden die Begegnungen am 30. und 31. Januar 2007.
|                     | Ergebnis |                  |
| ------------------- | -------- | ---------------- |
| FC Kilmarnock       | 3:0      | FC Falkirk       |
| Hibernian Edinburgh | 3:1      | FC St. Johnstone |

## Finale
| FC Kilmarnock                           | FC Kilmarnock | Hibernian Edinburgh | Hibernian Edinburgh |
| --------------------------------------- | --- | --- | ------------------- |
| FC Kilmarnock                           | \| 18. März 2007 in Glasgow (Hampden Park) \| \| Ergebnis: 1:5 (0:1) \| \| Zuschauer: 52.000 \| \| Schiedsrichter: Douglas McDonald \|                                                                                  | \| 18. März 2007 in Glasgow (Hampden Park) \| \| Ergebnis: 1:5 (0:1) \| \| Zuschauer: 52.000 \| \| Schiedsrichter: Douglas McDonald \| | Hibernian Edinburgh |
| FC Kilmarnock                           | Alan Combe – Simon Ford, Gordon Greer, Frazer Wright, Garry Hay – Paul di Giacomo (76. Gary Locke), Allan Johnston, James Fowler, Peter Leven (57. Gary Wales) – Colin Nish, Steven Naismith Cheftrainer: Jim Jefferies | Andrew McNeil – Steven Whittaker (90. Shelton Martis), Chris Hogg (90. Kevin McCann), Rob Jones , David Murphy, – Ivan Sproule (79. Merouane Zemmama), Guillaume Beuzelin, Scott Brown, Lewis Stevenson – Steven Fletcher, Abdessalam Benjelloun Cheftrainer: John Collins | Hibernian Edinburgh |
| FC Kilmarnock                           | 1:3 Gordon Greer (77.) | 0:1 Rob Jones (28.) 0:2 Abdessalam Benjelloun (59.) 0:3 Steven Fletcher (66.) 1:4 Abdessalam Benjelloun (85.) 1:5 Steven Fletcher (87.) | Hibernian Edinburgh |
| 18. März 2007 in Glasgow (Hampden Park) | | |                     |
| Ergebnis: 1:5 (0:1)                     | | |                     |
| Zuschauer: 52.000                       | | |                     |
| Schiedsrichter: Douglas McDonald        | | |                     |